# Anurognathus
Anurognathus foi um gênero de pterossauro que viveu durante o fim do período jurássico da era mesozóica, a 150 milhões de anos atrás. Pequeno, mas armado de dentes afiados, ele era provavelmente um hábil voador que caçava insetos pelos ares para se alimentar. Sua envergadura era de aproximadamente 50 centímetros.
Seus restos fossilizados foram encontrados na Baviera pela primeira vez em 1923. Seu nome significa "mandíbula de sapo". Este animal tornou-se conhecido ao aparecer em programas de TV como o documentário Walking with Dinosaurs, onde ele é mostrado alimentando-se dos insetos parasitas de um diplodoco. Tal comportamento é puramente hipotético.